# The Valley of Tomorrow
The Valley of Tomorrow er en amerikansk stumfilm fra 1920 af Emmett J. Flynn.

## Medvirkende
- William Russell som Dabney Morgan
- Mary Thurman som Elenore Colonna
- Harvey Clark som Long John Morgan
- Fred Malatesta som Enrico Colonna
- Pauline Curley som Cecelia May Morgan
- Frank Brownlee som Fang Morgan
- Frank Clark som Caleb Turner
- Louis King som Jed Morgan